# Ain't No Mountain High Enough
Ain't No Mountain High Enough är en musiksingel, som skrevs 1966 av Nickolas Ashford & Valerie Simpson för skivbolaget Motowns räkning. Låten blev 1967 en stor hit med Marvin Gaye och Tammi Terrell. 1970 blev den återigen en hit med Diana Ross.

## I andra medier
- Låten finns med i TV-spelet Just Dance 2015.
- Låten förekommer även i filmen Guardians of the Galaxy (film)